# Leopoldsburger Kirche

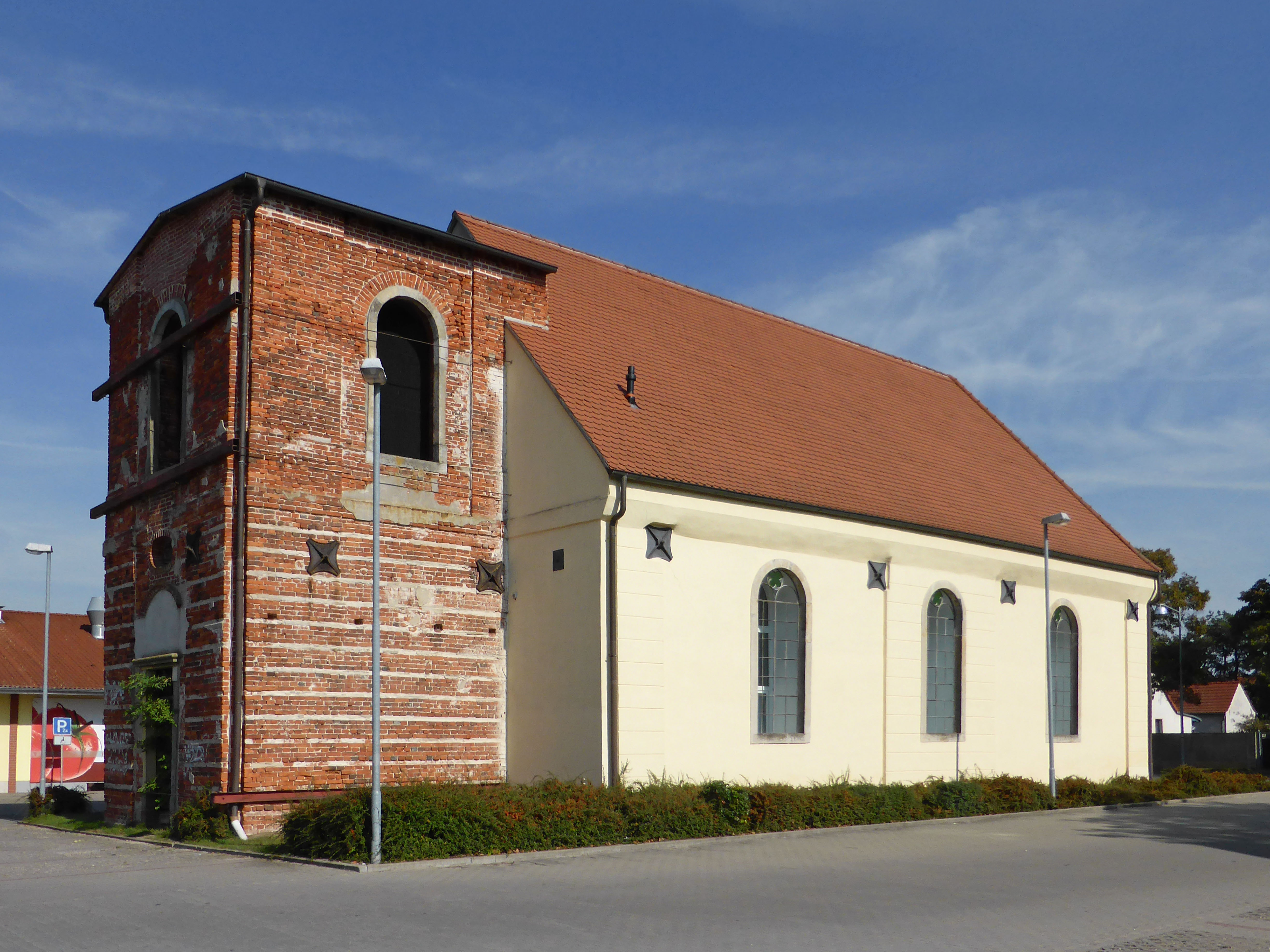
Ehemalige Leopoldsburger Kirche

Die Leopoldsburger Kirche ist eine profanierte Kirche in Milow, dem namensgebenden Ortsteil der Gemeinde Milower Land im brandenburgischen Landkreis Havelland. 

## Geschichte und Beschreibung
Die ehemalige Kirche steht im Ortskern von Milow, westlich der Friedensstraße. Der barocke Kirchenbau entstand zwischen 1757 und 1770 auf Geheiß des Generalfeldmarschalls Moritz von Anhalt-Dessau, der Milow 1754 erworben hatte. Auf ihn gehen die Gründungen der Orte Leopoldsburg, Neu Dessau und Wilhelminenthal zurück. Leopoldsburg war zu dieser Zeit noch ein eigenes Dorf und wurde erst 1914 mit Milow vereinigt. Die Kirche wurde ursprünglich für die überwiegend calvinistischen Kolonisten erbaut, hatte aber nur für etwa 40 Jahre einen eigenen Pfarrer. Bis 1964 feierten die Calvinisten der Leopoldsburger Kirche mit den Lutheranern aus Alt-Milow gemeinsame Gottesdienste, abwechselnd in beiden Kirchengebäuden.
Der Kirchturm musste wegen Baufälligkeit bereits in den 1950er-Jahren abgetragen werden. Nach weiteren, schweren Schäden wurde das Kirchengebäude aufgegeben. Anfang der 1990er Jahre stand auch der Abriss zur Debatte, der jedoch von der Denkmalbehörde verhindert wurde. Die hohen Geldaufwendungen und die zu geringe Mitgliederzahl der Kirchengemeinde hätten eine erneute kirchliche Nutzung allerdings nicht gerechtfertigt. Ende der 1990er Jahre wurde das Kirchengebäude durch einen Investor saniert und umgebaut. Seitdem beherbergt es eine Filiale der Mittelbrandenburgischen Sparkasse.